# Matthew Beard
Matthew Beard (* 25. března 1989) je anglický televizní a filmový herec a model. Jeho nejznámější role je Blake Morrison ve filmu And When Did You Last See Your Father? z roku 2007.

## Životopis
Narodil se v Londýně v Anglii. Byl členem dětské divadelní agentury v Leedsu a nyní je spolupracuje s londýnskou agenturou Independent.
Navštěvoval King Ecgbert School v Sheffieldu a na zkouškách GCSE získal samé jedničky.
V roce 2007 jsme ho mohli vidět jako dospívajícího Blaka ve filmu And When Did You Last See Your Father?. Jeho výkon ocenili kritici nadšenými recenzemi a Screen International ho na edinburském mezinárodním filmovém festivalu označil za "hvězdu zítřka" a "průkopníka". V roce 2009 byl také nominován na cenu za nejlepšího nováčka v British Independent Film a v téže kategorii byl nominován i v Evening Standard British Film Awards.
V roce 2009 se objevil ve filmu Škola života, který režírovala Lone Scherfig. Jeho předcházející filmová zkušenost pocházela z roku 2002, kdy si zahrál ve filmu May a její anděl.
V roce 2010 se objevil ve filmu Hippie Hippie Shake. Je studentem angličtiny na univerzitě v Yorku. Objevil se také v psychologickém thrilleru Chatroom, kde si hlavní roli zahrál Aaron Johnson.
V roce 2011 se stal modelem pro anglickou luxusní značku Burberry.

## Filmografie
| Rok  | Název                                  | Role                  | Poznámky                                                           |
| ---- | -------------------------------------- | --------------------- | ------------------------------------------------------------------ |
| 1991 | Soldier Soldier                        | Matthew Wilton        | Tv seriál (3 epizody)                                              |
| 1997 | Where the Heart Is                     | Různé                 | TV seriál (3 epizody 1997- 2002)                                   |
| 2000 | Big Meg, Little Meg                    | Freddie Johnson       | TV seriál (5 epizod)                                               |
| 2002 | May a její anděl                       | Tom                   | TV film                                                            |
| 2002 | Fat Friends                            | Lee McGary            | TV seriál (2 epizody: 2002-2004)                                   |
| 2003 | Sons and Lovers                        | Young Paul            | TV film                                                            |
| 2003 | The Eustace Bros.                      | Sam Eustace           | TV seriál (5 epizod)                                               |
| 2004 | The Royal                              | Peter Blackwood       | TV seriál (Epizoda: "Reckoning")                                   |
| 2006 | Johnny and the Bomb                    | Young Tom Maxwell     | TV seriál                                                          |
| 2007 | And When Did You Last See Your Father? | Blake Morrison (Teen) | Nominován – British Independent Film Awards – Nejslibnější nováček |
| 2008 | The Royal Today                        | Luke Alexander        | TV seriál (1 epizoda: "Epizoda #1.5")                              |
| 2008 | Trial and Retribution                  | Andy Harper           | TV seriál (Epizoda: "Tracks: Part 1")                              |
| 2009 | Škola života                           | Graham                |                                                                    |
| 2010 | Chatroom                               | Jim                   |                                                                    |
| 2010 | Hippie Hippie Shake                    | Charles               |                                                                    |
| 2011 | Jeden den                              | Murray Cope           |                                                                    |
| 2012 | Labyrinth                              | Sajhe                 | TV seriál (2 epizody)                                              |
| 2013 | The Look of Love                       | Howard Raymond        |                                                                    |
| 2013 | Darebák                                | Max Laszlo            | TV seriál (7 epizod)                                               |
| 2014 | The Riot Club                          | Guy Bellingfield      |                                                                    |
| 2014 | Kód Enigmy                             | Peter Hilton          |                                                                    |